# Panicum subtiramulosum
Panicum subtiramulosum är en gräsart som beskrevs av Stephen Andrew Renvoize och Fernando Omar Zuloaga. Panicum subtiramulosum ingår i släktet vipphirser, och familjen gräs. Inga underarter finns listade i Catalogue of Life.